# Phasia pomeroyi
Phasia pomeroyi là một loài ruồi trong họ Tachinidae.